# Cyligramma limacina
Cyligramma limacina là một loài bướm đêm thuộc họ Noctuidae. Nó được tìm thấy ở Châu Phi, bao gồm Senegal, Mauritius và Madagascar.